# Vernantes
Vernantes är en kommun i departementet Maine-et-Loire i regionen Pays de la Loire i nordvästra Frankrike. Kommunen ligger i kantonen Longué-Jumelles som tillhör arrondissementet Saumur. År 2022 hade Vernantes 2 006 invånare.

## Befolkningsutveckling
Antalet invånare i kommunen Vernantes
| Referens: INSEE |